# 大弗拉茨 (紐約州普查規定居民點)
大弗拉茨（英語：Big Flats）是位於美國紐約州希芒縣的普查規定居民點。

## 人口
根據2020年美國人口普查的數據，大弗拉茨的面積為43.42平方千米，當中陸地面積為43.22平方千米，而水域面積為0.00平方千米。當地共有人口5555人，而人口密度為每平方千米127.94人。